# Calle 225 (línea White Plains Road)
Calle 225 es una estación de la línea White Plains Road del Metro de Nueva York de la división A del Interborough Rapid Transit Company (IRT). La estación se ubica en Wakefield, Bronx entre la Calle 225 Este y White Plains Road. La estación es utilizada por los trenes de los servicios  y . 